# Список призерів чемпіонатів світу з легкої атлетики (чоловіки)
Цей список включає призерів чемпіонатів світу з легкої атлетики просто неба в дисциплінах за участі чоловіків за всі роки їх проведення.

## Сучасна програма серед чоловіків

### 100 метрів
| Чемпіонат | Золото                         | Срібло                         | Бронза                                    |
| --------- | ------------------------------ | ------------------------------ | ----------------------------------------- |
| 1983      | Карл Льюїс США                 | Келвін Сміт США                | Емміт Кінг США                            |
| 1987      | Карл Льюїс США                 | Рей Стюарт Ямайка              | Лінфорд Крісті Велика Британія            |
| 1991      | Карл Льюїс США                 | Лерой Баррелл США              | Денніс Мітчелл США                        |
| 1993      | Лінфорд Крісті Велика Британія | Андре Кейсон США               | Денніс Мітчелл США                        |
| 1995      | Донован Бейлі Канада           | Бруні Сурін Канада             | Ато Болдон Тринідад і Тобаго              |
| 1997      | Моріс Грін США                 | Донован Бейлі Канада           | Тім Монтгомері США                        |
| 1999      | Моріс Грін США                 | Бруні Сурін Канада             | Двейн Чамберс Велика Британія             |
| 2001      | Моріс Грін США                 | Бернард Вільямс США            | Ато Болдон Тринідад і Тобаго              |
| 2003      | Кім Коллінз Сент-Кіттс і Невіс | Даррел Браун Тринідад і Тобаго | Даррен Кемпбелл Велика Британія           |
| 2005      | Джастін Гетлін США             | Майкл Фрейтер Ямайка           | Кім Коллінз Сент-Кіттс і Невіс            |
| 2007      | Тайсон Гей США                 | Деррік Аткінс Барбадос         | Асафа Пауелл Ямайка                       |
| 2009      | Усейн Болт Ямайка              | Тайсон Гей США                 | Асафа Пауелл Ямайка                       |
| 2011      | Йоган Блейк Ямайка             | Волтер Дікс США                | Кім Коллінз Сент-Кіттс і Невіс            |
| 2013      | Усейн Болт Ямайка              | Джастін Гетлін США             | Неста Картер Ямайка                       |
| 2015      | Усейн Болт Ямайка              | Джастін Гетлін США             | Трейвон Бромелл СШААндре де Грассе Канада |
| 2017      | Джастін Гетлін США             | Крістіан Коулмен США           | Усейн Болт Ямайка                         |
| 2019      | Крістіан Коулмен США           | Джастін Гетлін США             | Андре де Грассе Канада                    |
| 2022      | Фред Керлі США                 | Марвін Брейсі США              | Трейвон Бромелл США                       |
| 2023      | Ноа Лайлс США                  | Леціле Тебого Ботсвана         | Жарнел Г'юз Велика Британія               |

### 200 метрів
| Чемпіонат | Золото                       | Срібло                      | Бронза                                         |
| --------- | ---------------------------- | --------------------------- | ---------------------------------------------- |
| 1983      | Келвін Сміт США              | Елліотт Квоу США            | П'єтро Меннеа Італія                           |
| 1987      | Келвін Сміт США              | Жіль Кенеерве Франція       | Джон Реджіс Велика Британія                    |
| 1991      | Майкл Джонсон США            | Френкі Фредерікс Намібія    | Етлі Махорн Канада                             |
| 1993      | Френкі Фредерікс Намібія     | Джон Реджіс Велика Британія | Карл Льюїс США                                 |
| 1995      | Майкл Джонсон США            | Френкі Фредерікс Намібія    | Джефф Вільямс США                              |
| 1997      | Ато Болдон Тринідад і Тобаго | Френкі Фредерікс Намібія    | Клаудіней да Сілва Бразилія                    |
| 1999      | Моріс Грін США               | Клаудіней да Сілва Бразилія | Френсіс Обіквелу Нігерія                       |
| 2001      | Константінос Кентеріс Греція | Кріс Вільямс Ямайка         | Кім Коллінз Сент-Кіттс і НевісШон Кроуфорд США |
| 2003      | Джон Кепел США               | Дарвіс Петтон США           | Суецуґу Сінґо Японія                           |
| 2005      | Джастін Гетлін США           | Воллес Спірмон США          | Джон Кепел США                                 |
| 2007      | Тайсон Гей США               | Усейн Болт Ямайка           | Воллес Спірмон США                             |
| 2009      | Усейн Болт Ямайка            | Алонсо Едвард Панама        | Воллес Спірмон США                             |
| 2011      | Усейн Болт Ямайка            | Волтер Дікс США             | Крістоф Леметр Франція                         |
| 2013      | Усейн Болт Ямайка            | Воррен Вейр Ямайка          | Кертіс Мітчелл США                             |
| 2015      | Усейн Болт Ямайка            | Джастін Гетлін США          | Анасо Джободвана ПАР                           |
| 2017      | Раміль Гулієв Туреччина      | Вайде ван Нікерк ПАР        | Джерім Річардс Тринідад і Тобаго               |
| 2019      | Ноа Лайлс США                | Андре де Грассе Канада      | Алекс Кіньйонес Еквадор                        |
| 2022      | Ноа Лайлс США                | Кеннет Беднарек США         | Еррійон Найтон США                             |
| 2023      | Ноа Лайлс США                | Леціле Тебого Ботсвана      | Жарнел Г'юз Велика Британія                    |

### 400 метрів
| Чемпіонат | Золото                            | Срібло                             | Бронза                                  |
| --------- | --------------------------------- | ---------------------------------- | --------------------------------------- |
| 1983      | Берт Кемерон Ямайка               | Майкл Франкс США                   | Сандер Нікс США                         |
| 1987      | Томас Шенлебе Німеччина           | Інносент Егбуніке Нігерія          | Батч Рейнольдс США                      |
| 1991      | Антоніо Петтігрю США              | Роджер Блек Велика Британія        | Денні Еверетт США                       |
| 1993      | Майкл Джонсон США                 | Батч Рейнольдс США                 | Самсон Кітур Кенія                      |
| 1995      | Майкл Джонсон США                 | Батч Рейнольдс США                 | Грег Хотон Ямайка                       |
| 1997      | Майкл Джонсон США                 | Девіс Камога Уганда                | Тайрі Вашингтон США                     |
| 1999      | Майкл Джонсон США                 | Сандерлей Паррела Бразилія         | Алехандро Карденьяс Мексика             |
| 2001      | Евард Монкер Багамські Острови    | Інго Шульц Німеччина               | Грег Хотон Ямайка                       |
| 2003      | Тайрі Вашингтон США               | Марк Ракіль Франція                | Майкл Блеквуд Ямайка                    |
| 2005      | Джеремі Ворінер США               | Ендрю Рок США                      | Тайлер Крістофер Канада                 |
| 2007      | Джеремі Ворінер США               | Лашон Меррітт США                  | Енджело Тейлор США                      |
| 2009      | Лашон Меррітт США                 | Джеремі Ворінер США                | Ренні Квоу США                          |
| 2011      | Кірані Джеймс Гренада             | Лашон Меррітт США                  | Кевін Борле Бельгія                     |
| 2013      | Лашон Меррітт США                 | Тоні Маккей США                    | Лугелін Сантос Домініканська Республіка |
| 2015      | Вайде ван Нікерк ПАР              | Лашон Меррітт США                  | Кірані Джеймс Гренада                   |
| 2017      | Вайде ван Нікерк ПАР              | Стівен Гардінер Багамські Острови  | Абдалелах Харун Катар                   |
| 2019      | Стівен Гардінер Багамські Острови | Антоні Самбрано Колумбія           | Фред Керлі США                          |
| 2022      | Майкл Норман США                  | Кірані Джеймс Гренада              | Меттью Гадсон-Сміт Велика Британія      |
| 2023      | Антоніо Ватсон Ямайка             | Меттью Гадсон-Сміт Велика Британія | Квінсі Голл США                         |

### 800 метрів
| Чемпіонат | Золото                    | Срібло                          | Бронза                          |
| --------- | ------------------------- | ------------------------------- | ------------------------------- |
| 1983      | Віллі Вюльбек ФРН         | Роб Друпперс Нідерланди         | Жуакін Крус Бразилія            |
| 1987      | Біллі Кончеллах Кенія     | Пітер Елліотт Велика Британія   | Жозе Луїс Барбоса Бразилія      |
| 1991      | Біллі Кончеллах Кенія     | Жозе Луїс Барбоса Бразилія      | Марк Еверетт США                |
| 1993      | Пол Руто Кенія            | Джузеппе д'Урсо Італія          | Біллі Кончеллах Кенія           |
| 1995      | Вілсон Кіпкетер Данія     | Артемон Хатунгімана Бурунді     | Вебйорн Родаль Норвегія         |
| 1997      | Вілсон Кіпкетер Данія     | Норберто Тельєс Куба            | Річ Кена США                    |
| 1999      | Вілсон Кіпкетер Данія     | Езекіль Сепенг ПАР              | Джабір Саїд-Герні Алжир         |
| 2001      | Андре Бухер Швейцарія     | Вілфред Бунґеї Кенія            | Павел Чапевський Польща         |
| 2003      | Джабір Саїд-Герні Алжир   | Юрій Борзаковський Росія        | Мбулані Мулаудзі ПАР            |
| 2005      | Рашид Рамзі Бахрейн       | Юрій Борзаковський Росія        | Вільям Ямпой Кенія              |
| 2007      | Алфред Кірва Єго Кенія    | Гарі Рід Канада                 | Юрій Борзаковський Росія        |
| 2009      | Мбулані Мулаудзі ПАР      | Алфред Кірва Єго Кенія          | Юсуф Саад Камель Бахрейн        |
| 2011      | Давід Рудіша Кенія        | Абубакер Какі Судан             | Юрій Борзаковський Росія        |
| 2013      | Мохаммед Аман Ефіопія     | Нік Сіммондс США                | Аянлех Сулейман Джибуті         |
| 2015      | Давід Рудіша Кенія        | Адам Кщот Польща                | Амель Тука Боснія і Герцеговина |
| 2017      | П'єр-Амбруаз Босс Франція | Адам Кщот Польща                | Кіп'єгон Бетт Кенія             |
| 2019      | Донаван Брейзер США       | Амель Тука Боснія і Герцеговина | Фергюсон Ротіч Кенія            |
| 2022      | Еммануель Корір Кенія     | Джамель Седжаті Алжир           | Марко Ароп Канада               |
| 2023      | Марко Ароп Канада         | Еммануель Ваньйоньї Кенія       | Бен Паттісон Велика Британія    |

### 1500 метрів
| Чемпіонат | Золото                        | Срібло                     | Бронза                      |
| --------- | ----------------------------- | -------------------------- | --------------------------- |
| 1983      | Стів Крем Велика Британія     | Стів Скотт США             | Саїд Ауїта Марокко          |
| 1987      | Абді Біле Сомалі              | Хосе Луїс Гонсалес Іспанія | Джим Спайві США             |
| 1991      | Нуреддін Морселі Алжир        | Вілфред Кірочі Кенія       | Гауке Фулбрюгге Німеччина   |
| 1993      | Нуреддін Морселі Алжир        | Фермін Качо Іспанія        | Абді Біле Сомалі            |
| 1995      | Нуреддін Морселі Алжир        | Гішам ель Герруж Марокко   | Венусте Ньйонгабо Бурунді   |
| 1997      | Гішам ель Герруж Марокко      | Фермін Качо Іспанія        | Реєс Естевес Іспанія        |
| 1999      | Гішам ель Герруж Марокко      | Ноа Нгені Кенія            | Реєс Естевес Іспанія        |
| 2001      | Гішам ель Герруж Марокко      | Бернард Лагат Кенія        | Дрісс Маазузі Франція       |
| 2003      | Гішам ель Герруж Марокко      | Меді Баала Франція         | Іван Гешко Україна          |
| 2005      | Рашид Рамзі Бахрейн           | Аділь Кауш Марокко         | Руй Сілва Португалія        |
| 2007      | Бернард Лагат США             | Рашид Рамзі Бахрейн        | Шедрак Кібет Корір Кенія    |
| 2009      | Юсуф Саад Камель Бахрейн      | Дерессе Меконнен Ефіопія   | Бернард Лагат США           |
| 2011      | Асбел Кіпроп Кенія            | Сілас Кіплагат Кенія       | Меттью Сентровіц США        |
| 2013      | Асбел Кіпроп Кенія            | Меттью Сентровіц США       | Йоган Кроньє ПАР            |
| 2015      | Асбел Кіпроп Кенія            | Елайджа Манангої Кенія     | Абдалааті Ігідер Марокко    |
| 2017      | Елайджа Манангої Кенія        | Тімоті Черуйот Кенія       | Філіп Інгебрігтсен Норвегія |
| 2019      | Тімоті Черуйот Кенія          | Тауфік Махлуфі Алжир       | Марцин Левандовський Польща |
| 2022      | Джейк Вайтман Велика Британія | Якоб Інгебрігтсен Норвегія | Мохамед Катір Іспанія       |
| 2023      | Джош Керр Велика Британія     | Якоб Інгебрігтсен Норвегія | Нарве Гільє Нордос Норвегія |

### 5000 метрів
| Чемпіонат | Золото                     | Срібло                     | Бронза                      |
| --------- | -------------------------- | -------------------------- | --------------------------- |
| 1983      | Імонн Коглен Ірландія      | Вернер Шильдгауер НДР      | Мартті Вайніо Фінляндія     |
| 1987      | Саїд Ауїта Марокко         | Домінгуш Каштру Португалія | Джек Бакнер Велика Британія |
| 1991      | Йобес Ондієкі Кенія        | Фіта Баїсса Ефіопія        | Брагім Бутаєб Марокко       |
| 1993      | Ісмаель Кіруї Кенія        | Хайле Гебрселассіє Ефіопія | Фіта Баїсса Ефіопія         |
| 1995      | Ісмаель Кіруї Кенія        | Халід Буламі Марокко       | Шем Корорія Кенія           |
| 1997      | Данієль Комен Кенія        | Халід Буламі Марокко       | Том Ньярікі Кенія           |
| 1999      | Салех Гіссу Марокко        | Бенджамін Лімо Кенія       | Мохаммед Мурхіт Бельгія     |
| 2001      | Річард Лімо Кенія          | Мілліон Вольде Ефіопія     | Джон Кібовен Кенія          |
| 2003      | Еліуд Кіпчоґе Кенія        | Гішам ель Герруж Марокко   | Кененіса Бекеле Ефіопія     |
| 2005      | Бенджамін Лімо Кенія       | Сілеші Сігіне Ефіопія      | Крейг Моттрем Австралія     |
| 2007      | Бернард Лагат США          | Еліуд Кіпчоґе Кенія        | Мозес Кіпсіро Уганда        |
| 2009      | Кененіса Бекеле Ефіопія    | Бернард Лагат США          | Джеймс Кваліа Катар         |
| 2011      | Мо Фара Велика Британія    | Бернард Лагат США          | Деджен Гебремескел Ефіопія  |
| 2013      | Мо Фара Велика Британія    | Хагос Гебрхівет Ефіопія    | Ісая Коеч Кенія             |
| 2015      | Мо Фара Велика Британія    | Калеб Ндіку Кенія          | Хагос Гебрхівет Ефіопія     |
| 2017      | Муктар Едріс Ефіопія       | Мо Фара Велика Британія    | Пол Кіпкемой Челімо США     |
| 2019      | Муктар Едріс Ефіопія       | Селемон Барега Ефіопія     | Мохаммед Ахмед Канада       |
| 2022      | Якоб Інгебрігтсен Норвегія | Джейкоб Кроп Кенія         | Оскар Челімо Уганда         |
| 2023      | Якоб Інгебрігтсен Норвегія | Мохамед Катір Іспанія      | Джейкоб Кроп Кенія          |

### 10000 метрів
| Чемпіонат | Золото                     | Срібло                     | Бронза                     |
| --------- | -------------------------- | -------------------------- | -------------------------- |
| 1983      | Альберто Кова Італія       | Вернер Шильдгауер НДР      | Гансєрг Кунце НДР          |
| 1987      | Пол Кіпкоеч Кенія          | Франческо Панетта Італія   | Гансєрг Кунце НДР          |
| 1991      | Мозес Тануї Кенія          | Річард Челімо Кенія        | Халід Сках Марокко         |
| 1993      | Хайле Гебрселассіє Ефіопія | Мозес Тануї Кенія          | Річард Челімо Кенія        |
| 1995      | Хайле Гебрселассіє Ефіопія | Халід Сках Марокко         | Пол Тергат Кенія           |
| 1997      | Хайле Гебрселассіє Ефіопія | Пол Тергат Кенія           | Салех Гіссу Марокко        |
| 1999      | Хайле Гебрселассіє Ефіопія | Пол Тергат Кенія           | Ассефа Мезґебу Ефіопія     |
| 2001      | Чарльз Каматі Кенія        | Ассефа Мезґебу Ефіопія     | Хайле Гебрселассіє Ефіопія |
| 2003      | Кененіса Бекеле Ефіопія    | Хайле Гебрселассіє Ефіопія | Сілеші Сігіне Ефіопія      |
| 2005      | Кененіса Бекеле Ефіопія    | Сілеші Сігіне Ефіопія      | Мозес Мозоп Кенія          |
| 2007      | Кененіса Бекеле Ефіопія    | Сілеші Сігіне Ефіопія      | Мартін Мататі Кенія        |
| 2009      | Кененіса Бекеле Ефіопія    | Зерсенай Тадесе Еритрея    | Мозес Масаї Кенія          |
| 2011      | Ібрагім Джейлан Ефіопія    | Мо Фара Велика Британія    | Імане Мерга Ефіопія        |
| 2013      | Мо Фара Велика Британія    | Ібрагім Джейлан Ефіопія    | Пол Тануї Кенія            |
| 2015      | Мо Фара Велика Британія    | Джеффрі Камворор Кенія     | Пол Тануї Кенія            |
| 2017      | Мо Фара Велика Британія    | Джошуа Чептегеї Уганда     | Пол Тануї Кенія            |
| 2019      | Джошуа Чептегеї Уганда     | Хагос Гебрхівет Ефіопія    | Ронекс Кіпруто Кенія       |
| 2022      | Джошуа Чептегеї Уганда     | Стенлі Мбуру Кенія         | Джейкоб Кіплімо Уганда     |
| 2023      | Джошуа Чептегеї Уганда     | Данієль Ебеньйо Кенія      | Селемон Барега Ефіопія     |

### 110 метрів з бар'єрами
| Чемпіонат | Золото                        | Срібло                                     | Бронза                                               |
| --------- | ----------------------------- | ------------------------------------------ | ---------------------------------------------------- |
| 1983      | Грег Фостер США               | Арто Брюггаре Фінляндія                    | Віллі Голт США                                       |
| 1987      | Грег Фостер США               | Джон Ріджеон Велика Британія               | Колін Джексон Велика Британія                        |
| 1991      | Грег Фостер США               | Джек Пірс США                              | Тоні Джарретт Велика Британія                        |
| 1993      | Колін Джексон Велика Британія | Тоні Джарретт Велика Британія              | Джек Пірс США                                        |
| 1995      | Аллен Джонсон США             | Тоні Джарретт Велика Британія              | Роджер Кінгдом США                                   |
| 1997      | Аллен Джонсон США             | Колін Джексон Велика Британія              | Ігор Ковач Словаччина                                |
| 1999      | Колін Джексон Велика Британія | Аньєр Гарсія Куба                          | Двейн Росс США                                       |
| 2001      | Аллен Джонсон США             | Аньєр Гарсія Куба                          | Дадлі Дорівал Гаїті                                  |
| 2003      | Аллен Джонсон США             | Терренс Треммелл США                       | Лю Сян КНР                                           |
| 2005      | Ладжі Дукуре Франція          | Лю Сян КНР                                 | Аллен Джонсон США                                    |
| 2007      | Лю Сян КНР                    | Терренс Треммелл США                       | Девід Пейн США                                       |
| 2009      | Раян Бретвейт Барбадос        | Терренс Треммелл США                       | Девід Пейн США                                       |
| 2011      | Джейсон Річардсон США         | Лю Сян КНР                                 | Енді Тернер Велика Британія                          |
| 2013      | Девід Олівер США              | Раян Вілсон США                            | Сергій Шубенков Росія                                |
| 2015      | Сергій Шубенков Росія         | Генсл Парчмент Ямайка                      | Ерієс Меррітт США                                    |
| 2017      | Омар Маклеод Ямайка           | Сергій Шубенков Допущені нейтральні атлети | Балаш Баї Угорщина                                   |
| 2019      | Грант Голловей США            | Сергій Шубенков Допущені нейтральні атлети | Паскаль Мартіно-Лагард ФранціяОрландо Ортега Іспанія |
| 2022      | Грант Голловей США            | Трей Каннінгем США                         | Асьєр Мартінес Іспанія                               |
| 2023      | Грант Голловей США            | Генсл Парчмент Ямайка                      | Денієл Робертс США                                   |

### 400 метрів з бар'єрами
| Чемпіонат | Золото                                 | Срібло                                          | Бронза                            |
| --------- | -------------------------------------- | ----------------------------------------------- | --------------------------------- |
| 1983      | Едвін Мозес США                        | Гаральд Шмід ФРН                                | Олександр Харлов СРСР             |
| 1987      | Едвін Мозес США                        | Денні Гарріс США                                | Гаральд Шмід ФРН                  |
| 1991      | Самуель Матете Замбія                  | Вінтроп Грехем Ямайка                           | Крісс Акабусі Велика Британія     |
| 1993      | Кевін Янг США                          | Самуель Матете Замбія                           | Вінтроп Грехем Ямайка             |
| 1995      | Деррік Едкінс США                      | Самуель Матете Замбія                           | Стефан Діагана Франція            |
| 1997      | Стефан Діагана Франція                 | Ллевелін Герберт ПАР                            | Браян Бронсон США                 |
| 1999      | Фабріціо Морі Італія                   | Стефан Діагана Франція                          | Марсель Шельберт Швейцарія        |
| 2001      | Фелікс Санчес Домініканська Республіка | Фабріціо Морі Італія                            | Дай Тамесуе Японія                |
| 2003      | Фелікс Санчес Домініканська Республіка | Джої Вуді США                                   | Перикліс Іаковакіс Греція         |
| 2005      | Бершон Джексон США                     | Джеймс Картер США                               | Дай Тамесуе Японія                |
| 2007      | Керрон Клемент США                     | Фелікс Санчес Домініканська Республіка          | Марек Плавго Польща               |
| 2009      | Керрон Клемент США                     | Хав'єр Кулсон Пуерто-Рико                       | Бершон Джексон США                |
| 2011      | Дай Грін Велика Британія               | Хав'єр Кулсон Пуерто-Рико                       | Луї Якобус ван Зил ПАР            |
| 2013      | Джег'ю Гордон Тринідад і Тобаго        | Майкл Тінслі США                                | Емір Бекрич Сербія                |
| 2015      | Ніколас Бетт Кенія                     | Денис Кудрявцев Росія                           | Джеффері Гібсон Багамські Острови |
| 2017      | Карстен Варгольм Норвегія              | Ясмані Копелло Туреччина                        | Керрон Клемент США                |
| 2019      | Карстен Варгольм Норвегія              | Рай Бенджамін США                               | Абдеррахман Самба Катар           |
| 2022      | Алісон дус Сантус Бразилія             | Рай Бенджамін США                               | Тревор Бассітт США                |
| 2023      | Карстен Варгольм Норвегія              | Кайрон Мак-Мастер Британські Віргінські Острови | Рай Бенджамін США                 |

### 3000 метрів з перешкодами
| Чемпіонат | Золото                     | Срібло                     | Бронза                            |
| --------- | -------------------------- | -------------------------- | --------------------------------- |
| 1983      | Патріц Ільг ФРН            | Богуслав Мамінський Польща | Колін Рейтц Велика Британія       |
| 1987      | Франческо Панетта Італія   | Гаген Мельцер НДР          | Вільям ван Дейк Бельгія           |
| 1991      | Мозес Кіптануї Кенія       | Патрік Санг Кенія          | Аззедін Брахмі Алжир              |
| 1993      | Мозес Кіптануї Кенія       | Патрік Санг Кенія          | Алессандро Ламбрускіні Італія     |
| 1995      | Мозес Кіптануї Кенія       | Крістофер Коскеї Кенія     | Саад Аль-Асмарі Саудівська Аравія |
| 1997      | Вілсон Бойт Кіпкетер Кенія | Мозес Кіптануї Кенія       | Бернард Бармасаї Кенія            |
| 1999      | Крістофер Коскеї Кенія     | Вілсон Бойт Кіпкетер Кенія | Алі Еззін Марокко                 |
| 2001      | Рубен Косгеї Кенія         | Алі Еззін Марокко          | Бернард Бармасаї Кенія            |
| 2003      | Саїф Саїд Шахін Катар      | Єзекіїль Кембої Кенія      | Елісео Мартін Іспанія             |
| 2005      | Саїф Саїд Шахін Катар      | Єзекіїль Кембої Кенія      | Брімін Кіпруто Кенія              |
| 2007      | Брімін Кіпруто Кенія       | Єзекіїль Кембої Кенія      | Річард Матілонґ Кенія             |
| 2009      | Єзекіїль Кембої Кенія      | Річард Матілонґ Кенія      | Буабделла Тарі Франція            |
| 2011      | Єзекіїль Кембої Кенія      | Брімін Кіпруто Кенія       | Маєдін Мекіссі-Бенаббад Франція   |
| 2013      | Єзекіїль Кембої Кенія      | Консеслус Кіпруто Кенія    | Маєдін Мекіссі-Бенаббад Франція   |
| 2015      | Єзекіїль Кембої Кенія      | Консеслус Кіпруто Кенія    | Брімін Кіпруто Кенія              |
| 2017      | Консеслус Кіпруто Кенія    | Суф'ян ель Баккалі Марокко | Еван Джагер США                   |
| 2019      | Консеслус Кіпруто Кенія    | Ламеча Гірма Ефіопія       | Суф'ян ель Баккалі Марокко        |
| 2022      | Суф'ян ель Баккалі Марокко | Ламеча Гірма Ефіопія       | Консеслус Кіпруто Кенія           |
| 2023      | Суф'ян ель Баккалі Марокко | Ламеча Гірма Ефіопія       | Абрахам Кібівот Кенія             |

### 4×100 метрів
| Чемпіонат | Золото                                                                                             | Срібло | Бронза |
| --------- | -------------------------------------------------------------------------------------------------- | --- | --- |
| 1983      | СШАЕмміт Кінг Віллі Голт Келвін Сміт Карл Льюїс                                                    | ІталіяСтефано Тіллі Карло Сіміонато П'єрфранческо Павоні П'єтро Меннеа                                              | СРСРАндрій Прокоф'єв Микола Сидоров Володимир Муравйов Віктор Бризгін                                                     |
| 1987      | СШАЛі Мак-Рей Лі Мак-Ніл Гарві Гланс Карл Льюїс Денніс Мітчелл (забіг)                             | СРСРОлександр Євгеньєв Віктор Бризгін Володимир Муравйов Володимир Крилов Андрій Федорів (забіг)                    | ЯмайкаДжон Мейр Ендрю Сміт Клайв Райт Рей Стюарт                                                                          |
| 1991      | СШААндре Кейсон Лерой Баррелл Денніс Мітчелл Карл Льюїс Майкл Марш (забіг)                         | ФранціяМакс Моріньєр Данієль Сангума Жан-Шарль Труабаль Брюно Марі-Роз                                              | Велика БританіяТоні Джарретт Джон Реджіс Даррен Брейтвейт Лінфорд Крісті                                                  |
| 1993      | СШАДжон Драммонд Андре Кейсон Денніс Мітчелл Лерой Баррелл Келвін Сміт (забіг)                     | Велика БританіяКолін Джексон Тоні Джарретт Джон Реджіс Лінфорд Крісті Джейсон Джон (забіг) Даррен Брейтвейт (забіг) | КанадаРоберт Есмі Гленрой Гілберт Бруні Сурін Етлі Махорн                                                                 |
| 1995      | КанадаДонован Бейлі Роберт Есмі Гленрой Гілберт Бруні Сурін                                        | АвстраліяПол Гендерсон Тім Джексон Стів Брімакомб Дам'єн Марш                                                       | ІталіяДжованні Пуджоні Еціо Мадонія Анджело Чіполлоні Сандро Флоріс                                                       |
| 1997      | КанадаРоберт Есмі Гленрой Гілберт Бруні Сурін Донован Бейлі Карлтон Чемберс (забіг)                | НігеріяОсмонд Езінва Олападе Аденікен Френсіс Обіквелу Девідсон Езінва                                              | Велика БританіяДаррен Брейтвейт Даррен Кемпбелл Даглас Вокер Джуліан Голдінг Марлон Девоніш (забіг) Двейн Чамберс (забіг) |
| 1999      | СШАДжон Драммонд Тім Монтгомері Браян Льюїс Моріс Грін                                             | Велика БританіяДжейсон Гарденер Даррен Кемпбелл Марлон Девоніш Двейн Чамберс Аллін Кондон (забіг)                   | БразиліяРафаель де Олівейра Клаудіней да Сілва Едсон Рібейру Андре да Сілва                                               |
| 2001      | ПАРМорне Нагел Корне дю Плессі Лі-Рой Ньютон Метью Квінн                                           | Тринідад і ТобагоМарк Бернз Ато Болдон Джейсі Гарпер Даррел Браун                                                   | АвстраліяМетью Ширвінгтон Пол ді Белла Стів Брімакомб Адам Базил                                                          |
| 2003      | СШАДжон Кепел Бернард Вільямс Дарвіс Петтон Джошуа Джонсон                                         | БразиліяВісенте де Ліма Едсон Рібейру Андре да Сілва Клаудіу Роберту Соуза                                          | НідерландиТімоті Бек Трой Дуглас Патрік ван Балком Каймін Дуглас Гюс Хогмуд (забіг)                                       |
| 2005      | ФранціяЛаджі Дукуре Рональд Поньйон Едді де Лепін Люеї Дові Удере Канкарафу (забіг)                | Тринідад і ТобагоКевон Пьєрр Марк Бернз Джейсі Гарпер Даррел Браун                                                  | Велика БританіяДжейсон Гарденер Марлон Девоніш Крістіан Малкольм Марк Льюїс-Френсіс                                       |
| 2007      | СШАДарвіс Петтон Воллес Спірмон Тайсон Гей Лерой Діксон Родні Мартін (забіг)                       | ЯмайкаМарвін Андерсон Усейн Болт Неста Картер Асафа Пауелл Двайт Томас (забіг) Стів Маллінгс (забіг)                | Велика БританіяКрістіан Малкольм Крейг Пікерінг Марлон Девоніш Марк Льюїс-Френсіс                                         |
| 2009      | ЯмайкаСтів Маллінгс Майкл Фрейтер Усейн Болт Асафа Пауелл Двайт Томас (забіг) Лерон Кларк (забіг)  | Тринідад і ТобагоДаррел Браун Марк Бернз Еммануель Калландер Річард Томпсон Кестон Бледмен (забіг)                  | Велика БританіяСімеон Вільямсон Тайрон Едгар Марлон Девоніш Гаррі Айкінс-Айїтей                                           |
| 2011      | ЯмайкаНеста Картер Майкл Фрейтер Йоган Блейк Усейн Болт Декстер Лі (забіг)                         | ФранціяТедді Тінмар Крістоф Леметр Яннік Лесур Джиммі Віко                                                          | Сент-Кіттс і НевісДжейсон Роджерс Кім Коллінз Антуан Адамс Бріджеш Лоренс                                                 |
| 2013      | ЯмайкаНеста Картер Кемар Бейлі-Коул Нікель Ашмід Усейн Болт Ошан Бейлі (забіг) Воррен Вейр (забіг) | СШАЧарлз Сілмон Майкл Роджерс Ракім Салам Джастін Гетлін                                                            | КанадаГейвін Смеллі Аарон Браун Донте Річардс-Квок Джастін Ворнер                                                         |
| 2015      | ЯмайкаНеста Картер Асафа Пауелл Нікель Ашмід Усейн Болт Рашид Дваєр (забіг)                        | КНРМо Юсюе Се Чженьє Су Бінтянь Чжан Пеймен                                                                         | КанадаАарон Браун Андре де Грассе Брендон Родні Джастін Ворнер                                                            |
| 2017      | Велика БританіяЧиджинду Уджа Адам Джемілі Денієл Телбот Нетаніел Мітчелл-Блейк                     | СШАМайкл Роджерс Джастін Гетлін Джейлен Бейкон Крістіан Коулмен Біджей Лі (забіг)                                   | ЯпоніяТада Сюхей Ійдзука Сьота Кірю Йосіхіде Фудзіміцу Кендзі Асука Кембрідж (забіг)                                      |
| 2019      | СШАКрістіан Коулмен Джастін Гетлін Майкл Роджерс Ноа Лайлс Крейвон Гіллеспі (забіг)                | Велика БританіяАдам Джемілі Жарнел Г'юз Річард Кілті Нетаніел Мітчелл-Блейк                                         | ЯпоніяТада Сюхей Сірайсі Кірара Кірю Йосіхіде Абдул Сані Браун Койке Юкі (забіг)                                          |
| 2022      | КанадаАарон Браун Джером Блейк Брендон Родні Андре де Грассе                                       | СШАКрістіан Коулмен Ноа Лайлс Елайджа Голл Марвін Брейсі                                                            | Велика БританіяДжона Ефолоко Жарнел Г'юз Нетаніел Мітчелл-Блейк Ріс Прескод Адам Джемілі (забіг)                          |
| 2023      | СШАКрістіан Коулмен Фред Керлі Брендон Карнс Ноа Лайлс Джейті Сміт (забіг)                         | ІталіяРоберто Рігалі Марселл Джейкобс Лоренцо Патта Філіппо Торту                                                   | ЯмайкаАкім Блейк Облік Севілл Раєм Форд Рохан Ватсон                                                                      |

### 4×400 метрів
| Чемпіонат | Золото | Срібло | Бронза |
| --------- | --- | --- | --- |
| 1983      | СРСРСергій Ловачов Олександр Трощило Микола Чернецький Віктор Маркін                                                            | ФРНЕрвін Скамраль Йорг Вайхінгер Гаральд Шмід Гартмут Вебер Мартін Вепплер (забіг) Едгар Накладаль (забіг)       | Велика БританіяАйнслі Беннетт Гаррі Кук Тодд Беннетт Філіп Браун Крісс Акабусі (забіг)                                       |
| 1987      | СШАДенні Еверетт Родді Гейлі Антоніо Маккей Батч Рейнольдс Майкл Франкс (забіг) Реймонд П'єрр (забіг)                           | Велика БританіяДерек Редмонд Крісс Акабусі Роджер Блек Філіп Браун Тодд Беннетт (забіг) Марк Томас (забіг)       | КубаЛеандро Пеньялвер Агустін Паво Лазаро Мартінес Роберто Ернандес                                                          |
| 1991      | Велика БританіяРоджер Блек Дерек Редмонд Джон Реджіс Крісс Акабусі Аде Мафе (забіг) Марк Річардсон (забіг)                      | СШАЕндрю Валмон Квінсі Воттс Денні Еверетт Антоніо Петтігрю Джефф Рейнольдс (забіг) Марк Еверетт (забіг)         | ЯмайкаПатрік О'Коннор Девон Морріс Вінтроп Грехем Сеймур Фейген Говард Бернетт (забіг)                                       |
| 1993      | СШАЕндрю Валмон Квінсі Воттс Батч Рейнольдс Майкл Джонсон Антоніо Петтігрю (забіг) Дерек Міллс (забіг)                          | КеніяКеннеді Очієнг Саймон Кембой Абеднего Матілу Самсон Кітур                                                   | НімеччинаРіко Лідер Карстен Юст Олаф Генсе Томас Шенлебе                                                                     |
| 1995      | СШАМарлон Ремсі Дерек Міллс Батч Рейнольдс Майкл Джонсон Кевін Лайлс (забіг) Дарнелл Голл (забіг)                               | ЯмайкаМайкл Мак-Дональд Давіан Кларк Денні Мак-Фарлейн Грег Хотон Денніс Блейк (забіг)                           | НігеріяУдеме Екпейонг Кунле Адеджуїгбе Джуд Моньє Сандей Бада                                                                |
| 1997      | Велика БританіяАйван Томас Роджер Блек Джеймі Баулч Марк Річардсон Марк Гілтон (забіг)                                          | ЯмайкаМайкл Мак-Дональд Грег Хотон Денні Мак-Фарлейн Давіан Кларк Лінвал Лейрд (забіг)                           | ПольщаТомаш Чубак Пйотр Рисюкевич Пйотр Хачек Роберт Мачков'як                                                               |
| 1999      | ПольщаТомаш Чубак Роберт Мачков'як Яцек Бочан Пйотр Хачек Пйотр Длугосельський (забіг)                                          | ЯмайкаМайкл Мак-Дональд Грег Хотон Денні Мак-Фарлейн Давіан Кларк Пестон Коук (забіг) Омар Браун (забіг)         | ПАРЙопі ван Аудтсхорн Гендрік Мокганьєці Адріан Бота Арно Малерб                                                             |
| 2001      | Багамські ОстровиЕвард Монкер Кріс Браун Трой Макінтош Тім Маннінгс Карл Олівер (забіг)                                         | ЯмайкаБрендон Сімпсон Кріс Вільямс Грег Хотон Денні Мак-Фарлейн Майкл Блеквуд (забіг) Маріо Воттс (забіг)        | ПольщаРафал Верушевський Пйотр Хачек Пйотр Длугосельський Пйотр Рисюкевич Яцек Бочан (забіг)                                 |
| 2003      | ФранціяЛеслі Джон Наман Кейта Стефан Діагана Марк Ракіль Амед Дуу (забіг)                                                       | ЯмайкаБрендон Сімпсон Денні Мак-Фарлейн Давіан Кларк Майкл Блеквуд Майкл Кемпбелл (забіг) Ленсфорд Спенс (забіг) | Багамські ОстровиЕвард Монкер Денніс Дарлінг Натаніел Маккінні Кріс Браун Карл Олівер (забіг)                                |
| 2005      | СШАЕндрю Рок Деррік Брю Дарольд Вільямсон Джеремі Ворінер Майлс Сміт (забіг) Лашон Меррітт (забіг)                              | Багамські ОстровиНатаніель Маккіні Евард Монкер Ендрей Вільямс Кріс Браун Трой Макінтош (забіг)                  | ЯмайкаСанджей Ейр Брендон Сімпсон Ленсфорд Спенс Давіан Кларк Майкл Блеквуд (забіг)                                          |
| 2007      | СШАЛашон Меррітт Енджело Тейлор Дарольд Вільямсон Джеремі Ворінер Бершон Джексон (забіг) Керрон Клемент (забіг)                 | Багамські ОстровиЕвард Монкер Майкл Метью Ендрей Вільямс Кріс Браун Натаніель Маккіні (забіг)                    | ПольщаМарек Плавго Даніель Дабровський Марцин Марциншин Кацпер Козловський Рафал Верушевський (забіг) Вітольд Банька (забіг) |
| 2009      | СШАЕнджело Тейлор Джеремі Ворінер Керрон Клемент Лашон Меррітт Лайонел Ларрі (забіг) Бершон Джексон (забіг)                     | Велика БританіяКонрад Вільямс Майкл Бінем Роберт Тобін Мартін Руні Дай Грін (забіг)                              | АвстраліяДжон Стеффенсен Бен Офферейнс Трістан Томас Шон Роу Джоел Мілберн (забіг)                                           |
| 2011      | СШАГрег Ніксон Бершон Джексон Енджело Тейлор Лашон Меррітт Джамал Торранс (забіг) Майкл Беррі (забіг)                           | ПАРШейн Віктор Офенце Могаване Віллем де Бер Луї Якобус ван Зил Оскар Пісторіус (забіг)                          | ЯмайкаАллодін Фозергілл Джермейн Гонсалес Райкер Гілтон Лефорд Грін Ленсфорд Спенс (забіг)                                   |
| 2013      | СШАДевід Вербург Тоні Маккей Арман Голл Лашон Меррітт Джош Менс (забіг) Джеймс Гарріс (забіг)                                   | ЯмайкаРушин Мак-Дональд Едіно Стіл Омар Джонсон Джевон Френсіс Джавер Белл (забіг)                               | Велика БританіяКонрад Вільямс Мартін Руні Майкл Бінем Найджел Лівайн Джеймі Бові (забіг)                                     |
| 2015      | СШАДевід Вербург Тоні Маккей Брайшон Неллум Лашон Меррітт Кайл Клемонс (забіг) Вернон Норвуд (забіг)                            | Тринідад і ТобагоРенні Квоу Лалонд Гордон Деон Лендор Мачел Седеніо Джаррін Соломон (забіг)                      | Велика БританіяРаба Юсіф Делано Вільямс Джаррід Данн Мартін Руні                                                             |
| 2017      | Тринідад і ТобагоДжаррін Соломон Джерім Річардс Мачел Седеніо Лалонд Гордон Ренні Квоу (забіг)                                  | СШАВілберт Лондон Гіл Робертс Майкл Черрі Фред Керлі Брайшон Неллум (забіг) Тоні Маккей (забіг)                  | Велика БританіяМеттью Гадсон-Сміт Раба Юсіф Двейн Кавен Мартін Руні Джек Грін (забіг)                                        |
| 2019      | СШАФред Керлі Майкл Черрі Вілберт Лондон Рай Бенджамін Тайрелл Річард (забіг) Вернон Норвуд (забіг) Натан Стротер (забіг)       | ЯмайкаАкім Блумфілд Нетон Аллен Террі Томас Деміш Гей Джевон Френсіс (забіг)                                     | БельгіяЙонатан Сакор Робін Вандербемден Ділан Борле Кевін Борле Жульєн Ватрен (забіг)                                        |
| 2022      | СШАЕлайджа Годвін Майкл Норман Брайс Дедмон Чемпіон Аллісон Вернон Норвуд (забіг) Тревор Бассітт (забіг)                        | ЯмайкаАкім Блумфілд Нетон Аллен Джи-Вон Пауелл Крістофер Тейлор Карайм Бартлі (забіг) Ентоні Кокс (забіг)        | БельгіяДілан Борле Жульєн Ватрен Александер Дом Кевін Борле Йонатан Сакор (забіг)                                            |
| 2023      | СШАКвінсі Голл Вернон Норвуд Джастін Робінсон Рай Бенджамін Тревор Бассітт (забіг) Метью Болінг (забіг) Крістофер Бейлі (забіг) | ФранціяЛюдві Ваян Жиль Бірон Давід Сомб Тео Андан Лоїк Прево (забіг)                                             | Велика БританіяАлекс Гейдок-Вілсон Чарльз Добсон Льюїс Дейві Ріо Мітчем                                                      |

### Марафон
| Чемпіонат | Золото                       | Срібло                      | Бронза                           |
| --------- | ---------------------------- | --------------------------- | -------------------------------- |
| 1983      | Роберт де Кастелла Австралія | Кебеде Балча Ефіопія        | Вальдемар Цєрпінські НДР         |
| 1987      | Дуглас Вакіїхурі Кенія       | Гуссейн Ахмед Салах Джибуті | Джеліндо Бордін Італія           |
| 1991      | Танігуті Хіромі Японія       | Гуссейн Ахмед Салах Джибуті | Стів Спенс США                   |
| 1993      | Марк Платьєс США             | Лукетц Свартбой Намібія     | Берт ван Вландерен Нідерланди    |
| 1995      | Мартін Фіс Іспанія           | Діонісіо Серон Мексика      | Луїс Антоніу дус Сантус Бразилія |
| 1997      | Абель Антон Іспанія          | Мартін Фіс Іспанія          | Стів Монегетті Австралія         |
| 1999      | Абель Антон Іспанія          | Вінченцо Модіка Італія      | Нобуюкі Сато Японія              |
| 2001      | Гезахегне Абера Ефіопія      | Саймон Бівотт Кенія         | Стефано Бальдіні Італія          |
| 2003      | Джауад Гаріб Марокко         | Хуліо Рей Іспанія           | Стефано Бальдіні Італія          |
| 2005      | Джауад Гаріб Марокко         | Крістофер Ісенгве Танзанія  | Цуйосі Огата Японія              |
| 2007      | Люк Кібет Кенія              | Мубарак Гассан Шамі Катар   | Віктор Ретлін Швейцарія          |
| 2009      | Абель Кіруї Кенія            | Еммануель Мутаї Кенія       | Цеґає Кебеде Ефіопія             |
| 2011      | Абель Кіруї Кенія            | Вінсент Кіпруто Кенія       | Феїса Лілеса Ефіопія             |
| 2013      | Стівен Кіпротіч Уганда       | Леліса Десіса Ефіопія       | Тадесе Тола Ефіопія              |
| 2015      | Гірмай Гебреселассіє Еритрея | Ємане Цегай Ефіопія         | Соломон Мутаї Уганда             |
| 2017      | Джеффрі Кіруї Кенія          | Тамірат Тола Ефіопія        | Альфонс Сімбу Танзанія           |
| 2019      | Леліса Десіса Ефіопія        | Мосінет Геремеу Ефіопія     | Амос Кіпруто Кенія               |
| 2022      | Тамірат Тола Ефіопія         | Мосінет Геремеу Ефіопія     | Башир Абді Бельгія               |
| 2023      | Віктор Кіплангат Уганда      | Мару Тефері Ізраїль         | Леуль Гебресіласе Ефіопія        |

### Ходьба 20 кілометрів
| Чемпіонат | Золото                       | Срібло                                      | Бронза                        |
| --------- | ---------------------------- | ------------------------------------------- | ----------------------------- |
| 1983      | Ернесто Канто Мексика        | Йозеф Прибилинець Чехословаччина            | Євген Євсюков СРСР            |
| 1987      | Мауріціо Дамілано Італія     | Йозеф Прибилинець Чехословаччина            | Хосе Марін Іспанія            |
| 1991      | Мауріціо Дамілано Італія     | Михайло Щенніков СРСР                       | Євген Місюля СРСР             |
| 1993      | Валенті Массана Іспанія      | Джованні де Бенедіктіс Італія               | Данієль Пласа Іспанія         |
| 1995      | Мікеле Дідоні Італія         | Валенті Массана Іспанія                     | Євген Місюля Білорусь         |
| 1997      | Данієль Гарсія Мексика       | Михайло Щенніков Росія                      | Михайло Хмельницький Білорусь |
| 1999      | Ілля Марков Росія            | Джефферсон Перес Еквадор                    | Данієль Гарсія Мексика        |
| 2001      | Роман Рассказов Росія        | Ілля Марков Росія                           | Віктор Бураєв Росія           |
| 2003      | Джефферсон Перес Еквадор     | Франсіско Хав'єр Фернандес Іспанія          | Роман Рассказов Росія         |
| 2005      | Джефферсон Перес Еквадор     | Франсіско Хав'єр Фернандес Іспанія          | Хуан Мануель Моліна Іспанія   |
| 2007      | Джефферсон Перес Еквадор     | Франсіско Хав'єр Фернандес Іспанія          | Хатем Гула Туніс              |
| 2009      | Ван Гао КНР                  | Едер Санчес Мексика                         | Джорджіо Рубіно Італія        |
| 2011      | Луїс Фернандо Лопес Колумбія | Ван Чжень КНР                               | Кім Гюн Суп Південна Корея    |
| 2013      | Чень Дін КНР                 | Мігель Анхель Лопес Іспанія                 | Жуан Вієйра Португалія        |
| 2015      | Мігель Анхель Лопес Іспанія  | Ван Чжень КНР                               | Бенджамін Торн Канада         |
| 2017      | Ейдер Аревало Колумбія       | Сергій Широбоков Допущені нейтральні атлети | Каю Бонфін Бразилія           |
| 2019      | Яманісі Тосікадзу Японія     | Василь Мізінов Допущені нейтральні атлети   | Персеус Карлстрем Швеція      |
| 2022      | Яманісі Тосікадзу Японія     | Ікеда Кокі Японія                           | Персеус Карлстрем Швеція      |
| 2023      | Альваро Мартін Іспанія       | Персеус Карлстрем Швеція                    | Каю Бонфін Бразилія           |

### Ходьба 35 кілометрів
| Чемпіонат | Золото                 | Срібло                 | Бронза                   |
| --------- | ---------------------- | ---------------------- | ------------------------ |
| 2022      | Массімо Стано Італія   | Кавано Масатора Японія | Персеус Карлстрем Швеція |
| 2023      | Альваро Мартін Іспанія | Браян Пінтадо Еквадор  | Кавано Масатора Японія   |

### Стрибки у висоту
| Чемпіонат | Золото                          | Срібло                                       | Бронза                                         |
| --------- | ------------------------------- | -------------------------------------------- | ---------------------------------------------- |
| 1983      | Геннадій Авдєєнко СРСР          | Тайк Пікок США                               | Чжу Цзяньхуа КНР                               |
| 1987      | Патрік Шеберг Швеція            | Геннадій Авдєєнко СРСРІгор Паклін СРСР       | не вручалась                                   |
| 1991      | Чарльз Остін США                | Хав'єр Сотомайор Куба                        | Голліс Конвей США                              |
| 1993      | Хав'єр Сотомайор Куба           | Артур Партика Польща                         | Стів Сміт Велика Британія                      |
| 1995      | Трой Кемп Багамські Острови     | Хав'єр Сотомайор Куба                        | Артур Партика Польща                           |
| 1997      | Хав'єр Сотомайор Куба           | Артур Партика Польща                         | Тім Форсайт Австралія                          |
| 1999      | В'ячеслав Воронін Росія         | Марк Босвелл Канада                          | Мартін Бусс Німеччина                          |
| 2001      | Мартін Бусс Німеччина           | Ярослав Рибаков РосіяВ'ячеслав Воронін Росія | не вручалась                                   |
| 2003      | Жак Фрайтаг ПАР                 | Стефан Гольм Швеція                          | Марк Босвелл Канада                            |
| 2005      | Юрій Кримаренко Україна         | Віктор Моя КубаЯрослав Рибаков Росія         | не вручалась                                   |
| 2007      | Дональд Томас Багамські Острови | Ярослав Рибаков Росія                        | Кіріакос Іоанну Кіпр                           |
| 2009      | Ярослав Рибаков Росія           | Кіріакос Іоанну Кіпр                         | Сілвестер Беднарек ПольщаРауль Шпанк Німеччина |
| 2011      | Джессі Вільямс США              | Олексій Дмитрик Росія                        | Тревор Баррі Багамські Острови                 |
| 2013      | Богдан Бондаренко Україна       | Мутаз Есса Баршим Катар                      | Дерек Друен Канада                             |
| 2015      | Дерек Друен Канада              | Богдан Бондаренко УкраїнаЧжан Говей КНР      | не вручалась                                   |
| 2017      | Мутаз Есса Баршим Катар         | Данило Лисенко Допущені нейтральні атлети    | Мажд Еддін Газаль Сирія                        |
| 2019      | Мутаз Есса Баршим Катар         | Михайло Акіменко Допущені нейтральні атлети  | Ілля Іванюк Допущені нейтральні атлети         |
| 2022      | Мутаз Есса Баршим Катар         | У Сан Хьок Південна Корея                    | Андрій Проценко Україна                        |
| 2023      | Джанмарко Тамбері Італія        | Джувонн Гаррісон США                         | Мутаз Есса Баршим Катар                        |

### Стрибки з жердиною
| Чемпіонат | Золото                       | Срібло                       | Бронза                                                             |
| --------- | ---------------------------- | ---------------------------- | ------------------------------------------------------------------ |
| 1983      | Сергій Бубка СРСР            | Костянтин Волков СРСР        | Атанас Тарев Болгарія                                              |
| 1987      | Сергій Бубка СРСР            | Тьєррі Віньєрон Франція      | Родіон Гатауллін СРСР                                              |
| 1991      | Сергій Бубка СРСР            | Іштван Бадьюла Угорщина      | Максим Тарасов СРСР                                                |
| 1993      | Сергій Бубка Україна         | Григорій Єгоров Казахстан    | Максим Тарасов РосіяІгор Транденков Росія                          |
| 1995      | Сергій Бубка Україна         | Максим Тарасов Росія         | Жан Гальфйон Франція                                               |
| 1997      | Сергій Бубка Україна         | Максим Тарасов Росія         | Дін Старкі США                                                     |
| 1999      | Максим Тарасов Росія         | Дмитро Марков Австралія      | Олександр Авербух Ізраїль                                          |
| 2001      | Дмитро Марков Австралія      | Олександр Авербух Ізраїль    | Нік Гайсонг США                                                    |
| 2003      | Джузеппе Джибіліско Італія   | Оккерт Брітс ПАР             | Патрік Крістіанссон Швеція                                         |
| 2005      | Ренс Блом Нідерланди         | Бред Вокер США               | Павло Герасимов Росія                                              |
| 2007      | Бред Вокер США               | Ромен Меніль Франція         | Данні Еккер Німеччина                                              |
| 2009      | Стів Гукер Австралія         | Ромен Меніль Франція         | Рено Лавіллені Франція                                             |
| 2011      | Павел Войцеховський Польща   | Лазаро Борхес Куба           | Рено Лавіллені Франція                                             |
| 2013      | Рафаель Гольцдеппе Німеччина | Рено Лавіллені Франція       | Б'єрн Отто Німеччина                                               |
| 2015      | Шонесі Барбер Канада         | Рафаель Гольцдеппе Німеччина | Павел Войцеховський ПольщаРено Лавіллені ФранціяПйотр Лісек Польща |
| 2017      | Сем Кендрікс США             | Пйотр Лісек Польща           | Рено Лавіллені Франція                                             |
| 2019      | Сем Кендрікс США             | Арман Дюплантіс Швеція       | Пйотр Лісек Польща                                                 |
| 2022      | Арман Дюплантіс Швеція       | Крістофер Нільсен США        | Ернест Джон Об'єна Філіппіни                                       |
| 2023      | Арман Дюплантіс Швеція       | Ернест Джон Об'єна Філіппіни | Кертіс Маршалл АвстраліяКрістофер Нільсен США                      |

### Стрибки в довжину
| Чемпіонат | Золото                         | Срібло                     | Бронза                     |
| --------- | ------------------------------ | -------------------------- | -------------------------- |
| 1983      | Карл Льюїс США                 | Джейсон Граймс США         | Майк Конлі США             |
| 1987      | Карл Льюїс США                 | Роберт Емміян СРСР         | Ларрі Майрікс США          |
| 1991      | Майк Пауелл США                | Карл Льюїс США             | Ларрі Майрікс США          |
| 1993      | Майк Пауелл США                | Станіслав Тарасенко Росія  | Віталій Кириленко Україна  |
| 1995      | Іван Педросо Куба              | Джеймс Бекфорд Ямайка      | Майк Пауелл США            |
| 1997      | Іван Педросо Куба              | Ерік Волдер США            | Кирило Сосунов Росія       |
| 1999      | Іван Педросо Куба              | Яго Ламела Іспанія         | Грегор Цанкар Словенія     |
| 2001      | Іван Педросо Куба              | Саванте Стрінгфеллоу США   | Карлуш Каладу Португалія   |
| 2003      | Двайт Філліпс США              | Джеймс Бекфорд Ямайка      | Яго Ламела Іспанія         |
| 2005      | Двайт Філліпс США              | Ігнісіус Гайса Гана        | Томмі Евіля Фінляндія      |
| 2007      | Ірвінг Саладіно Панама         | Ендрю Гоу Італія           | Двайт Філліпс США          |
| 2009      | Двайт Філліпс США              | Ґодфрі Хотсо Макоена ПАР   | Мітчелл Вотт Австралія     |
| 2011      | Двайт Філліпс США              | Мітчелл Вотт Австралія     | Нгонідзаше Макуша Зімбабве |
| 2013      | Олександр Меньков Росія        | Ігнісіус Гайса Нідерланди  | Луїс Рівера Мексика        |
| 2015      | Грег Резерфорд Велика Британія | Фабріс Лап'єр Австралія    | Ван Цзянань КНР            |
| 2017      | Луво Маньонга ПАР              | Джарріон Ловсон США        | Рушвал Самааї ПАР          |
| 2019      | Таджей Гейл Ямайка             | Джефф Гендерсон США        | Хуан Мігель Ечеваррія Куба |
| 2022      | Ван Цзянань КНР                | Мільтіадіс Тентоглу Греція | Зімон Егаммер Швейцарія    |
| 2023      | Мільтіадіс Тентоглу Греція     | Вейн Піннок Ямайка         | Таджей Гейл Ямайка         |

### Потрійний стрибок
| Чемпіонат | Золото                           | Срібло                           | Бронза                           |
| --------- | -------------------------------- | -------------------------------- | -------------------------------- |
| 1983      | Здзислав Гоффманн Польща         | Віллі Бенкс США                  | Аджаї Агбебаку Нігерія           |
| 1987      | Христо Марков Болгарія           | Майк Конлі США                   | Олег Сакіркін СРСР               |
| 1991      | Кенні Гаррісон США               | Леонід Волошин СРСР              | Майк Конлі США                   |
| 1993      | Майк Конлі США                   | Леонід Волошин Росія             | Джонатан Едвардс Велика Британія |
| 1995      | Джонатан Едвардс Велика Британія | Браян Веллман Бермудські Острови | Жером Ромен Домініка             |
| 1997      | Йоельбі Кесада Куба              | Джонатан Едвардс Велика Британія | Альєсер Уррутія Куба             |
| 1999      | Чарльз Фрідек Німеччина          | Ростислав Димитров Болгарія      | Джонатан Едвардс Велика Британія |
| 2001      | Джонатан Едвардс Велика Британія | Християн Ульссон Швеція          | Ігор Спасовходський Росія        |
| 2003      | Християн Ульссон Швеція          | Йоандрі Бетансос Куба            | Лівен Сендс Багамські Острови    |
| 2005      | Волтер Девіс США                 | Йоандрі Бетансос Куба            | Маріан Опря Румунія              |
| 2007      | Нельсон Евора Португалія         | Жадел Грегоріу Бразилія          | Волтер Девіс США                 |
| 2009      | Філліпс Ідову Велика Британія    | Нельсон Евора Португалія         | Алексіс Копельйо Куба            |
| 2011      | Крістіан Тейлор США              | Філліпс Ідову Велика Британія    | Вілл Клей США                    |
| 2013      | Тедді Тамго Франція              | Педро Пічардо Куба               | Вілл Клей США                    |
| 2015      | Крістіан Тейлор США              | Педро Пічардо Куба               | Нельсон Евора Португалія         |
| 2017      | Крістіан Тейлор США              | Вілл Клей США                    | Нельсон Евора Португалія         |
| 2019      | Крістіан Тейлор США              | Вілл Клей США                    | Уг Фабріс Занго Буркіна-Фасо     |
| 2022      | Педро Пічардо Португалія         | Уг Фабріс Занго Буркіна-Фасо     | Чжу Ямін КНР                     |
| 2023      | Уг Фабріс Занго Буркіна-Фасо     | Ласаро Мартінес Куба             | Крістіан Наполес Куба            |

### Штовхання ядра
| Чемпіонат | Золото                   | Срібло                      | Бронза                         |
| --------- | ------------------------ | --------------------------- | ------------------------------ |
| 1983      | Едвард Саруль Польща     | Ульф Тіммерманн НДР         | Ремігіюс Махура Чехословаччина |
| 1987      | Вернер Гюнтер Швейцарія  | Алессандро Андреї Італія    | Джон Бреннер США               |
| 1991      | Вернер Гюнтер Швейцарія  | Ларс Арвід Нільсен Норвегія | Олександр Клименко СРСР        |
| 1993      | Вернер Гюнтер Швейцарія  | Ренді Барнс США             | Олександр Багач Україна        |
| 1995      | Джон Годіна США          | Міка Галварі Фінляндія      | Ренді Барнс США                |
| 1997      | Джон Годіна США          | Олівер-Свен Будер Німеччина | Сі Джей Гантер США             |
| 1999      | Сі Джей Гантер США       | Олівер-Свен Будер Німеччина | Олександр Багач Україна        |
| 2001      | Джон Годіна США          | Адам Нельсон США            | Арсі Гар'ю Фінляндія           |
| 2003      | Андрій Міхневич Білорусь | Адам Нельсон США            | Юрій Білоног Україна           |
| 2005      | Адам Нельсон США         | Рутгер Сміт Нідерланди      | Ральф Бартельс Німеччина       |
| 2007      | Різ Гоффа США            | Адам Нельсон США            | Рутгер Сміт Нідерланди         |
| 2009      | Крістіан Кентвелл США    | Томаш Маєвський Польща      | Ральф Бартельс Німеччина       |
| 2011      | Давід Шторль Німеччина   | Ділан Армстронг Канада      | Крістіан Кентвелл США          |
| 2013      | Давід Шторль Німеччина   | Раян Вайтінг США            | Ділан Армстронг Канада         |
| 2015      | Джо Ковач США            | Давід Шторль Німеччина      | Одейн Річардс Ямайка           |
| 2017      | Томас Волш Нова Зеландія | Джо Ковач США               | Стіпе Жунич Хорватія           |
| 2019      | Джо Ковач США            | Раян Кроузер США            | Томас Волш Нова Зеландія       |
| 2022      | Раян Кроузер США         | Джо Ковач США               | Джош Авотунде США              |
| 2023      | Раян Кроузер США         | Леонардо Фаббрі Італія      | Джо Ковач США                  |

### Метання диска
| Чемпіонат | Золото                     | Срібло                       | Бронза                      |
| --------- | -------------------------- | ---------------------------- | --------------------------- |
| 1983      | Імріх Бугар Чехословаччина | Луїс Деліс Куба              | Гейза Валент Чехословаччина |
| 1987      | Юрген Шульт НДР            | Джон Павелл США              | Луїс Деліс Куба             |
| 1991      | Ларс Рідель Німеччина      | Ерік де Брейн Нідерланди     | Аттіла Горват Угорщина      |
| 1993      | Ларс Рідель Німеччина      | Дмитро Шевченко Росія        | Юрген Шульт Німеччина       |
| 1995      | Ларс Рідель Німеччина      | Володимир Дубровщик Білорусь | Василь Каптюх Білорусь      |
| 1997      | Ларс Рідель Німеччина      | Віргіліюс Алекна Литва       | Юрген Шульт Німеччина       |
| 1999      | Ентоні Вашингтон США       | Юрген Шульт Німеччина        | Ларс Рідель Німеччина       |
| 2001      | Ларс Рідель Німеччина      | Віргіліюс Алекна Литва       | Міхаель Мелленбек Німеччина |
| 2003      | Віргіліюс Алекна Литва     | Роберт Фазекаш Угорщина      | Василь Каптюх Білорусь      |
| 2005      | Віргіліюс Алекна Литва     | Герд Кантер Естонія          | Міхаель Мелленбек Німеччина |
| 2007      | Герд Кантер Естонія        | Роберт Гартінг Німеччина     | Рутгер Сміт Нідерланди      |
| 2009      | Роберт Гартінг Німеччина   | Пйотр Малаховський Польща    | Герд Кантер Естонія         |
| 2011      | Роберт Гартінг Німеччина   | Герд Кантер Естонія          | Есан Гададі Іран            |
| 2013      | Роберт Гартінг Німеччина   | Пйотр Малаховський Польща    | Герд Кантер Естонія         |
| 2015      | Пйотр Малаховський Польща  | Філіп Міланов Бельгія        | Роберт Урбанек Польща       |
| 2017      | Андрюс Гудзюс Литва        | Данієль Штоль Швеція         | Мейсон Фінлі США            |
| 2019      | Данієль Штоль Швеція       | Федрік Дакрес Ямайка         | Лукас Вайсгайдінгер Австрія |
| 2022      | Крістьян Чех Словенія      | Міколас Алекна Литва         | Андрюс Гудзюс Литва         |
| 2023      | Данієль Штоль Швеція       | Крістьян Чех Словенія        | Міколас Алекна Литва        |

### Метання молота
| Чемпіонат | Золото                        | Срібло                                     | Бронза                                      |
| --------- | ----------------------------- | ------------------------------------------ | ------------------------------------------- |
| 1983      | Сергій Литвинов СРСР          | Юрій Сєдих СРСР                            | Здзислав Квасний Польща                     |
| 1987      | Сергій Литвинов СРСР          | Юрій Тамм СРСР                             | Ральф Габер НДР                             |
| 1991      | Юрій Сєдих СРСР               | Ігор Астапкович СРСР                       | Гайнц Вайс Німеччина                        |
| 1993      | Андрій Абдувалієв Таджикистан | Ігор Астапкович Білорусь                   | Тібор Гечек Угорщина                        |
| 1995      | Андрій Абдувалієв Таджикистан | Ігор Астапкович Білорусь                   | Тібор Гечек Угорщина                        |
| 1997      | Гайнц Вайс Німеччина          | Андрій Скварук Україна                     | Василь Сидоренко Росія                      |
| 1999      | Карстен Кобс Німеччина        | Жольт Немет Угорщина                       | Владислав Піскунов Україна                  |
| 2001      | Шимон Зюлковський Польща      | Мурофусі Кодзі Японія                      | Ілля Коновалов Росія                        |
| 2003      | Іван Тихон Білорусь           | Адріан Аннуш Угорщина                      | Мурофусі Кодзі Японія                       |
| 2005      | Вадим Дев'ятовський Білорусь  | Шимон Зюлковський Польща                   | Маркус Ессер Німеччина                      |
| 2007      | Іван Тихон Білорусь           | Прімож Козмус Словенія                     | Лібор Харфрейтаг Словаччина                 |
| 2009      | Прімож Козмус Словенія        | Шимон Зюлковський Польща                   | Олексій Загорний Росія                      |
| 2011      | Мурофусі Кодзі Японія         | Крістіан Парш Угорщина                     | Прімож Козмус Словенія                      |
| 2013      | Павел Файдек Польща           | Крістіан Парш Угорщина                     | Лукаш Меліх Чехія                           |
| 2015      | Павел Файдек Польща           | Ділшод Назаров Таджикистан                 | Войцех Новицький Польща                     |
| 2017      | Павел Файдек Польща           | Валерій Пронкін Допущені нейтральні атлети | Войцех Новицький Польща                     |
| 2019      | Павел Файдек Польща           | Кантен Біго Франція                        | Бенце Халас УгорщинаВойцех Новицький Польща |
| 2022      | Павел Файдек Польща           | Войцех Новицький Польща                    | Ейвін Генріксен Норвегія                    |
| 2023      | Ітан Кацберг Канада           | Войцех Новицький Польща                    | Бенце Халас Угорщина                        |

### Метання списа
| Чемпіонат | Золото                       | Срібло                       | Бронза                     |
| --------- | ---------------------------- | ---------------------------- | -------------------------- |
| 1983      | Детлеф Міхель НДР            | Том Петранофф США            | Дайніс Кула СРСР           |
| 1987      | Сеппо Рятю Фінляндія         | Віктор Євсюков СРСР          | Ян Железний Чехословаччина |
| 1991      | Кіммо Кіннунен Фінляндія     | Сеппо Рятю Фінляндія         | Володимир Сасимович СРСР   |
| 1993      | Ян Железний Чехія            | Кіммо Кіннунен Фінляндія     | Мік Гілл Велика Британія   |
| 1995      | Ян Железний Чехія            | Стівен Беклі Велика Британія | Борис Генрі Німеччина      |
| 1997      | Маріус Корбетт ПАР           | Стівен Беклі Велика Британія | Костас Гаціудіс Греція     |
| 1999      | Акі Парвіайнен Фінляндія     | Костас Гаціудіс Греція       | Ян Железний Чехія          |
| 2001      | Ян Железний Чехія            | Акі Парвіайнен Фінляндія     | Костас Гаціудіс Греція     |
| 2003      | Сергій Макаров Росія         | Андрус Вярнік Естонія        | Борис Генрі Німеччина      |
| 2005      | Андрус Вярнік Естонія        | Андреас Торкільдсен Норвегія | Сергій Макаров Росія       |
| 2007      | Теро Піткямякі Фінляндія     | Андреас Торкільдсен Норвегія | Бро Грір США               |
| 2009      | Андреас Торкільдсен Норвегія | Гільєрмо Мартінес Куба       | Юкіфумі Муракамі Японія    |
| 2011      | Маттіас де Цордо Німеччина   | Андреас Торкільдсен Норвегія | Гільєрмо Мартінес Куба     |
| 2013      | Вітеслав Веселий Чехія       | Теро Піткямякі Фінляндія     | Дмитро Тарабін Росія       |
| 2015      | Джуліус Єго Кенія            | Іхаб Абдельрахман Єгипет     | Теро Піткямякі Фінляндія   |
| 2017      | Йоганнес Феттер Німеччина    | Якуб Вадлейх Чехія           | Петр Фридрих Чехія         |
| 2019      | Андерсон Пітерс Гренада      | Магнус Кірт Естонія          | Йоганнес Феттер Німеччина  |
| 2022      | Андерсон Пітерс Гренада      | Нірадж Чопра Індія           | Якуб Вадлейх Чехія         |
| 2023      | Нірадж Чопра Індія           | Аршад Надім Пакистан         | Якуб Вадлейх Чехія         |

### Десятиборство
| Чемпіонат | Золото                        | Срібло                      | Бронза                    |
| --------- | ----------------------------- | --------------------------- | ------------------------- |
| 1983      | Дейлі Томпсон Велика Британія | Юрген Гінгсен ФРН           | Зігфрід Вентц ФРН         |
| 1987      | Торстен Фосс НДР              | Зігфрід Вентц ФРН           | Павло Тарновецький СРСР   |
| 1991      | Ден О'Браєн США               | Майк Сміт Канада            | Крістіан Шенк Німеччина   |
| 1993      | Ден О'Браєн США               | Едуард Хямяляйнен Білорусь  | Пауль Маєр Німеччина      |
| 1995      | Ден О'Браєн США               | Едуард Хямяляйнен Білорусь  | Майк Сміт Канада          |
| 1997      | Томаш Дворжак Чехія           | Едуард Хямяляйнен Фінляндія | Франк Буземанн Німеччина  |
| 1999      | Томаш Дворжак Чехія           | Дін Мейсі Велика Британія   | Кріс Гаффінс США          |
| 2001      | Томаш Дворжак Чехія           | Еркі Ноол Естонія           | Дін Мейсі Велика Британія |
| 2003      | Том Паппас США                | Роман Шебрле Чехія          | Дмитро Карпов Казахстан   |
| 2005      | Браян Клей США                | Роман Шебрле Чехія          | Аттіла Живоцькі Угорщина  |
| 2007      | Роман Шебрле Чехія            | Моріс Сміт Ямайка           | Дмитро Карпов Казахстан   |
| 2009      | Трей Гарді США                | Леонель Суарес Куба         | Олексій Касьянов Україна  |
| 2011      | Трей Гарді США                | Ештон Ітон США              | Леонель Суарес Куба       |
| 2013      | Ештон Ітон США                | Міхаель Шрадер Німеччина    | Даміан Ворнер Канада      |
| 2015      | Ештон Ітон США                | Даміан Ворнер Канада        | Ріко Фраймут Німеччина    |
| 2017      | Кевін Маєр Франція            | Ріко Фраймут Німеччина      | Кай Кацмірек Німеччина    |
| 2019      | Ніклас Кауль Німеччина        | Майсел Уйбо Естонія         | Даміан Ворнер Канада      |
| 2022      | Кевін Маєр Франція            | Пірс Лепаж Канада           | Зак Зімек США             |
| 2023      | Пірс Лепаж Канада             | Даміан Ворнер Канада        | Ліндон Віктор Гренада     |

## Змішана дисципліна

### 4×400 метрів
- дисципліна представлена у програмі чемпіонатів, починаючи з 2019

| Чемпіонат | Золото | Срібло                                                                                    | Бронза                                                                                  |
| --------- | --- | ----------------------------------------------------------------------------------------- | --------------------------------------------------------------------------------------- |
| 2019      | СШАВілберт Лондон Еллісон Фелікс Кортні Около Майкл Черрі Тайрелл Річард (забіг) Джессіка Беард (забіг) Джасмін Блокер (забіг) Обі Ігбокве (забіг) | ЯмайкаНетон Аллен Ронейша Мак-Грегор Тіффані Джеймс Джевон Френсіс Дженів Расселл (забіг) | БахрейнМуса Іса Амінат Джамал Сальва Насер Аббас Аббас                                  |
| 2022      | Домініканська РеспублікаЛідіо Андрес Феліс Марілейді Пауліно Алехандер Огандо Фіордаліса Кофіль                                                    | НідерландиЛімарвін Боневасія Ліке Клавер Тоні ван Діпен Фемке Бол Евеліне Салберг (забіг) | СШАЕлайджа Годвін Еллісон Фелікс Вернон Норвуд Кеннеді Саймон Вейдлайн Джонатас (забіг) |
| 2023      | СШАДжастін Робінсон Роузі Еффіонг Метью Болінг Алексіс Голмс Раян Віллі (забіг)                                                                    | Велика БританіяЛьюїс Дейві Лавіаї Нільсен Ріо Мітчем Ємі Мері Джон Джозеф Браєр (забіг)   | ЧехіяМатей Крсек Тереза Петржилкова Патрік Шорм Лада Вондрова                           |

## Колишні дисципліни серед чоловіків

### Ходьба 50 кілометрів
- у 2022 дисципліна була замінена на 35-кілометрову дистанцію

| Чемпіонат | Золото                      | Срібло                      | Бронза                      |
| --------- | --------------------------- | --------------------------- | --------------------------- |
| 1976      | Веніамін Солдатенко СРСР    | Енріке Вера Мексика         | Рейма Салонен Фінляндія     |
| 1983      | Рональд Вайгель НДР         | Хосе Марін Іспанія          | Сергій Юнг СРСР             |
| 1987      | Гартвіґ Ґаудер НДР          | Рональд Вайгель НДР         | В'ячеслав Іваненко СРСР     |
| 1991      | Олександр Поташов СРСР      | Андрій Перлов СРСР          | Гартвіґ Ґаудер Німеччина    |
| 1993      | Хесус Анхель Гарсія Іспанія | Валентин Кононен Фінляндія  | Валерій Спіцин Росія        |
| 1995      | Валентин Кононен Фінляндія  | Джованні Перрічеллі Італія  | Роберт Коженьовський Польща |
| 1997      | Роберт Коженьовський Польща | Хесус Анхель Гарсія Іспанія | Мігель Родрігес Мексика     |
| 1999      | Івано Бруньєтті Італія      | Микола Матюхін Росія        | Курт Клаузен США            |
| 2001      | Роберт Коженьовський Польща | Хесус Анхель Гарсія Іспанія | Едгар Ернандес Мексика      |
| 2003      | Роберт Коженьовський Польща | Герман Скуригін Росія       | Андреас Ерм Німеччина       |
| 2005      | Сергій Кирдяпкін Росія      | Олексій Воєводін Росія      | Алекс Швацер Італія         |
| 2007      | Натан Дікс Австралія        | Йоанн Дініз Франція         | Алекс Швацер Італія         |
| 2009      | Тронд Нюмарк Норвегія       | Хесус Анхель Гарсія Іспанія | Гжегож Судол Польща         |
| 2011      | Денис Нижегородов Росія     | Джеред Теллент Австралія    | Си Тяньфен КНР              |
| 2013      | Роберт Геффернан Ірландія   | Джеред Теллент Австралія    | Ігор Главан Україна         |
| 2015      | Матей Тот Словаччина        | Джеред Теллент Австралія    | Таній Такаюкі Японія        |
| 2017      | Йоанн Дініз Франція         | Араї Хіроокі Японія         | Кай Кобаясі Японія          |
| 2019      | Судзукі Юсуке Японія        | Жуан Вієйра Португалія      | Еван Данфі Канада           |